# Múnír Mohamedí
Múnír Mohamedí (Melilla, 1989. május 10. –) marokkói válogatott labdarúgó, a Berkane kapusa.

## Pályafutása

### Klubcsapatokban
Mohamedí a spanyolországi Melilla városában született. Az ifjúsági pályafutását a Goyu Ryu és a Ceuta csapatában kezdte, majd a Melilla akadémiájánál folytatta.
2010-ben mutatkozott be a Melilla felnőtt keretében. 2014-ben a másodosztályú Numancia, majd 2018-ban a Málaga szerződtette. 2020-ban a török első osztályban érdekelt Hataysporhoz igazolt. 2020. szeptember 14-én, az İstanbul Başakşehir ellen hazai pályán 2–0-ás győzelemmel zárult bajnokin debütált. 2022. július 1-jén kétéves szerződést kötött a szaúd-arábiai el-Vahda együttesével. 2024. július 2-án a Berkane szerződtette.

### A válogatottban
2015-ben debütált a marokkói válogatottban. Először 2015. március 28-án, Uruguay ellen 1–0-ra elvesztett barátságos mérkőzésen lépett pályára.

## Statisztikák
2024. augusztus 31. szerint

| Klub      | Szezon   | Osztály                    | Bajnokság | Bajnokság | Kupa  | Kupa | Nemzetközi | Nemzetközi | Összesen | Összesen |
| Klub      | Szezon   | Osztály                    | Meccs     | Gól       | Meccs | Gól  | Meccs      | Gól        | Meccs    | Gól      |
| --------- | -------- | -------------------------- | --------- | --------- | ----- | ---- | ---------- | ---------- | -------- | -------- |
| Numancia  | 2014–15  | Segunda División           | 25        | 0         | 1     | 0    | —          | —          | 26       | 0        |
| Numancia  | 2015–16  | Segunda División           | 35        | 0         | 0     | 0    | —          | —          | 35       | 0        |
| Numancia  | 2016–17  | Segunda División           | 13        | 0         | 0     | 0    | —          | —          | 13       | 0        |
| Numancia  | 2017–18  | Segunda División           | 1         | 0         | 5     | 0    | —          | —          | 6        | 0        |
| Málaga    | 2018–19  | Segunda División           | 38        | 0         | 0     | 0    | —          | —          | 38       | 0        |
| Málaga    | 2019–20  | Segunda División           | 38        | 0         | 0     | 0    | —          | —          | 38       | 0        |
| Hatayspor | 2020–21  | Süper Lig                  | 37        | 0         | 0     | 0    | —          | —          | 37       | 0        |
| Hatayspor | 2021–22  | Süper Lig                  | 34        | 0         | 1     | 0    | —          | —          | 35       | 0        |
| el-Vahda  | 2022–23  | Szaúdi Professional League | 22        | 0         | 3     | 0    | —          | —          | 25       | 0        |
| el-Vahda  | 2023–24  | Szaúdi Professional League | 27        | 0         | 2     | 0    | —          | —          | 29       | 0        |
| Berkane   | 2024–25  | Botola Pro                 | 1         | 0         | 0     | 0    | —          | —          | 1        | 0        |
| Összesen  | Összesen | Összesen                   | 271       | 0         | 12    | 0    | 0          | 0          | 283      | 0        |

### A válogatottban
| Válogatott | Év       | Pályára lépés | Gól |
| ---------- | -------- | ------------- | --- |
| Marokkó    | 2015     | 6             | 0   |
| Marokkó    | 2016     | 6             | 0   |
| Marokkó    | 2017     | 12            | 0   |
| Marokkó    | 2018     | 9             | 0   |
| Marokkó    | 2019     | 5             | 0   |
| Marokkó    | 2020     | 1             | 0   |
| Marokkó    | 2021     | 2             | 0   |
| Marokkó    | 2022     | 3             | 0   |
| Marokkó    | 2023     | 2             | 0   |
| Marokkó    | 2024     | 6             | 0   |
| Összesen   | Összesen | 52            | 0   |

## Sikerei, díjai
el-Vahda
- Király Kupa
  - Döntős (1): 2022–23

Marokkó
- Nyári Olimpiai Játékok – Labdarúgás
  - Bronzérmes (1): 2024